# スペシャル (競走馬)
スペシャル（Special、1969年 - 1999年12月28日）とは、アメリカ合衆国で生まれた鹿毛の牝のサラブレッドである。繁殖牝馬として大成し、産駒のヌレイエフ、フェアリーブリッジらを通じて現在のサラブレッドへ少なからぬ影響を残した。

## 経歴
血統背景は、アルゼンチンの名馬でアメリカに輸入されたフォルリを父に持ち、アメリカで5勝したソングを母に持つ。全弟に1973年のサセックスステークス勝馬サッチ。近親には活躍馬が多数いる名血である。現役時代に特筆すべきものはなく、1戦して0勝に終わった。だが、繁殖牝馬となってからは、大種牡馬ヌレイエフ、繁殖牝馬フェアリーブリッジ（サドラーズウェルズ、フェアリーキングの母）、ナンバー（ジェイドロバリーの母）、キラヴィアらを輩出し名牝系を築いた。なお近親エルコンドルパサーは、このスペシャルとその全妹リサデルのめずらしい全姉妹インブリードを持っている。

## 主要なファミリーライン
牝系図の主要な部分（太字はGI級競走優勝馬）は以下の通り。*は日本に輸入された馬。
- Ann of the Forest - F-No.5-h始祖
  - (12代省略)
    - Rough Shod 1944
      - Thong 1964 
        - Special 1969 ---↓スペシャル系（改行）
        - Thatch 1970（サセックスS）
        - Lisadell 1971 ---←リサデル系へ

---↓スペシャル系
- Special 1969 
  - Kilavea 1974
    - Nakterjal 1980
      - Bienamado 1996（サンフアンカピストラーノHなどGI3勝）

    - Puget Sound 1981
      - Thong Thong Thong 1989
        - Hot Thong 1994
          - Heat of the night 2002
            - Here To Eternity 2008
              - Time Warp 2013（香港C、香港ゴールドC）
              - Glorious Forever 2014（香港C）

    - Kiliniski 1982
      - Kimono 1995
        - Briviesca 2001
          - Villa Marina 2016（オペラ賞）
          - Huetor 2017（ドゥームベンC）

      - Robe Chinoise 1999
        - Madame Chiang 2011（BCフィリーズ&メアズS）

  - Fairy Bridge 1975
    - Sadler's Wells 1981（愛2000ギニーなどGI3勝）
    - Fairy King 1982
    - Tate Gallery 1983（愛ナショナルS）
    - Fairy Dancer 1984
      - *フェアシャーリー 1990
        - *アラデヤ 1997
          - マイネルスケルツィ 2003（ニュージーランドT、京都金杯）

  - Nureyev 1977
  - Number 1979
    - Add 1985
      - Multiply 1992
        - Corinthian 2003（米メトロポリタンH）

    - *ジェイドロバリー 1987（仏グランクリテリウム）
    - Statistic 1988
      - *スペシャルジェイド 1993
        - モンヴェール 2003
          - ゴールドドリーム 2013（フェブラリーS、チャンピオンズCなど重賞6勝）

  - Bound 1984
    - *サクラフブキ 1990
      - サクラサクII 1997
        - エイジアンウインズ 2004（ヴィクトリアマイル、阪神牝馬S）

    - Liable 1995
      - Blame 2006（BCクラシックなどGI3勝）

    - Archipenko 2004（香QE2世C）

  - Durrah 1985
    - High Standard 1992 
      - Desert Classic 2002
        - Wrote 2009（BCジュヴェナイルターフ）

    - Stolen Tear 1996
      - She's an Angel 2003
        - She's Happy 2009（エストレジャス大賞スプリント）

- 出典：galopp-sieger.de、牝系検索α

## 血統表
| Specialの血統（ハイペリオン系 / Fairway(Pharos)5×5=6.25%、Lady Juror5・5=6.25%〈父内〉） | Specialの血統（ハイペリオン系 / Fairway(Pharos)5×5=6.25%、Lady Juror5・5=6.25%〈父内〉） | Specialの血統（ハイペリオン系 / Fairway(Pharos)5×5=6.25%、Lady Juror5・5=6.25%〈父内〉） | （血統表の出典）        | （血統表の出典）        |
| 父 Forli 1963 栗毛 アルゼンチン                                                          | 父の父Aristophanes 1948 栗毛                                                             | Hyperion                                                                                 | Gainsborough            | Gainsborough            |
| 父 Forli 1963 栗毛 アルゼンチン                                                          | 父の父Aristophanes 1948 栗毛                                                             | Hyperion                                                                                 | Selene                  |                         |
| 父 Forli 1963 栗毛 アルゼンチン                                                          | 父の父Aristophanes 1948 栗毛                                                             | Commotion                                                                                | Mieuxce                 | Mieuxce                 |
| 父 Forli 1963 栗毛 アルゼンチン                                                          | 父の父Aristophanes 1948 栗毛                                                             | Commotion                                                                                | Riot                    |                         |
| 父 Forli 1963 栗毛 アルゼンチン                                                          | 父の母Trevisa 1951 栗毛                                                                  | Advocate                                                                                 | Fair Trial              | Fair Trial              |
| 父 Forli 1963 栗毛 アルゼンチン                                                          | 父の母Trevisa 1951 栗毛                                                                  | Advocate                                                                                 | Guiding Star            |                         |
| 父 Forli 1963 栗毛 アルゼンチン                                                          | 父の母Trevisa 1951 栗毛                                                                  | Veneta                                                                                   | Foxglove                | Foxglove                |
| 父 Forli 1963 栗毛 アルゼンチン                                                          | 父の母Trevisa 1951 栗毛                                                                  | Veneta                                                                                   | Dogaresa                |                         |
| 母 Thong 1964 鹿毛 アメリカ                                                              | 母の父Nantallah 1953                                                                     | Nasrullah                                                                                | Nearco                  | Nearco                  |
| 母 Thong 1964 鹿毛 アメリカ                                                              | 母の父Nantallah 1953                                                                     | Nasrullah                                                                                | Mumtaz Begum            |                         |
| 母 Thong 1964 鹿毛 アメリカ                                                              | 母の父Nantallah 1953                                                                     | Shimmer                                                                                  | Flares                  | Flares                  |
| 母 Thong 1964 鹿毛 アメリカ                                                              | 母の父Nantallah 1953                                                                     | Shimmer                                                                                  | Broad Ripple            |                         |
| 母 Thong 1964 鹿毛 アメリカ                                                              | 母の母Rough Shod 1944                                                                    | Gold Bridge                                                                              | Swynford or Golden Boss | Swynford or Golden Boss |
| 母 Thong 1964 鹿毛 アメリカ                                                              | 母の母Rough Shod 1944                                                                    | Gold Bridge                                                                              | Flying Diadem           |                         |
| 母 Thong 1964 鹿毛 アメリカ                                                              | 母の母Rough Shod 1944                                                                    | Dalmary                                                                                  | Blandford               | Blandford               |
| 母 Thong 1964 鹿毛 アメリカ                                                              | 母の母Rough Shod 1944                                                                    | Dalmary                                                                                  | Simon's Shoes F-No.5-h  |                         |